# アルミン・ジョルダン
アルミン・ジョルダン（Armin Jordan, 1932年4月9日 ルツェルン - 2006年9月20日 チューリッヒ）は、スイスの指揮者。名前は、出身地であるスイスのドイツ語圏では通常「ヨルダン」と発音されるが、フランス語圏スイスのスイス・ロマンド管弦楽団（後述）の指揮者として有名になったため、フランス語読みの「ジョルダン」が定着したものと思われる。指揮者のフィリップ・ジョルダンは息子。

## 経歴
1932年、ルツェルン生まれ。国内各地（ビール、ゾロトゥルン、ザンクト・ガレン、チューリッヒ、バーゼル、ジュネーヴ、ローザンヌ）でさまざまな演奏団体を指揮した後、1985年から1997年までスイス・ロマンド管弦楽団の首席指揮者を務めた。
特に世界的楽団から没落していたスイスロマンド管弦楽団を蘇らせた功績は大きい。（数学者であり音楽家でもあったアンセルメの指揮者就任により世界的オーケストラに登りつめた楽団はフランス系の音楽を得意としていた。彼の死後、ドイツ系の指揮者就任が続き徐々にその輝きを失ってしまっていた)
オネゲルやシェック、マルタンといったスイス人作曲家の作品や、ドビュッシーやラヴェルといったフランス音楽を得意とした。一方、現代で最も深遠なリヒャルト・ワーグナー解釈をする指揮者としても知られており、とりわけ『パルジファル』が知られている。また近年は、マーラーやツェムリンスキーなど世紀末ウィーンの音楽にも取り組み、すぐれた成果を挙げていた。
2001年に、メトロポリタン歌劇場でワーグナーの『指環四部作』を指揮中に肺炎を患ってから活動が停滞しがちになっていたが、2006年にバーゼルの歌劇場でプロコフィエフのオペラ『三つのオレンジへの恋』を指揮しているときに倒れ、その5日後にチューリッヒで死去した。74歳没。